# 데비안 콘퍼런스

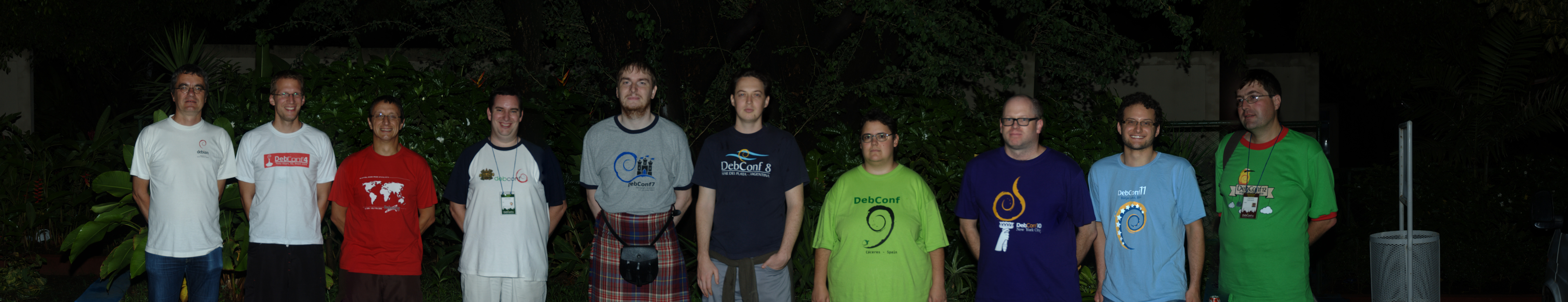
DebConf 3부터 12까지의 티셔츠.

데비안 개발자 콘퍼런스(Debian Conference, DebConf)는 데비안 운영 체제 개발자들이 모여 시스템의 추가 개발을 논의하는 연례 콘퍼런스이다.
일정이 정해진 워크숍과 토론을 제외하고 비공식적인 자리에서 데비안 개발자는 데비안 시스템에 관해 해킹할 기회가 주어지며, 2003년에 오슬로에서 개최된 Oslo DebConf부터, DebCamp라는 형태로 정식 세션으로서 도입되었다.

## 개최지
과거 및 향후 DebConf 개최지:
| DebConf0  | 2000   | 7월 5~9일          | 프랑스 보르도                              |
| DebConf1  | 2001년 | 7월 2~5일          | 프랑스 보르도                              |
| DebConf2  | 2002년 | 7월 5~7일          | 캐나다 토론토                              |
| DebConf3  | 2003년 | 7월 18~20일        | 노르웨이 오슬로                            |
| DebConf4  | 2004년 | 5월 26일 – 6월 2일 | 브라질 포르투알레그리                      |
| DebConf5  | 2005년 | 7월 10~17일        | 핀란드 헬싱키                              |
| DebConf6  | 2006년 | 5월 14~22일        | 멕시코 오악스테펙                          |
| DebConf7  | 2007년 | 6월 17~23일        | 스코틀랜드 에든버러                        |
| DebConf8  | 2008년 | 8월 10~16일        | 아르헨티나 마르델플라타                    |
| DebConf9  | 2009년 | 7월 24~30일        | 스페인 카세레스                            |
| DebConf10 | 2010년 | 8월 1~7일          | 미국 뉴욕                                  |
| DebConf11 | 2011년 | 7월 24~30일        | 보스니아 헤르체고비나 바냐루카             |
| DebConf12 | 2012년 | 7월 8~14일         | 니카라과 마나과                            |
| DebConf13 | 2013년 | 8월 11~18일        | 스위스 바우마르쿠스                        |
| DebConf14 | 2014년 | 8월 23~31일        | 미국 오리건주 포틀랜드                     |
| DebConf15 | 2015년 | 8월 15~22일        | 독일 하이델베르크                          |
| DebConf16 | 2016년 | 7월 3~9일          | 남아프리카공화국 케이프타운                |
| DebConf17 | 2017년 | 8월 6~12일         | 캐나다 몬트리올                            |
| DebConf18 | 2018   | 7월 29일 – 8월 4일 | 대만 신주시                                |
| DebConf19 | 2019   | 7월 21~28일        | 브라질 쿠리치바                            |
| DebConf20 | 2020   | 8월 23~29일        | 코로나19 범유행으로 인해 온라인에서만 개최 |
| DebConf21 | 2021   | 8월 24~28일        | 코로나19 범유행으로 인해 온라인에서만 개최 |
| DebConf22 | 2022년 | 7월 17~24일        | 코소보 프리즈렌                            |
| DebConf23 | 2023년 | 9월 10~17일        | 인도 코치                                  |
| DebConf24 | 2024년 | 7월 28일 – 8월 4일 | 대한민국 부산광역시                        |

## Miniconf
일일 소형 콘퍼런스로, 원래 호주 Linux 컨퍼런스인 linux.conf.au와 연계하여 개최되었다. 이는 특정 커뮤니티를 대상으로 했으며 대표자들에게 특정 주제나 프로젝트에 몰입하면서 다른 열광적인 사람들과 네트워크를 형성할 수 있는 기회를 제공했다.
지난 LCA Miniconf 개최지:
| Debian GNU/Linux: 호주 미니 컨퍼런스 2002 | 2002년 | 2월 4~5일   | 브리즈번, 호주   |
| 데비안 Miniconf2                          | 2003년 | 1월 20~21일 | 퍼스, 호주       |
| 데비안 Miniconf3                          | 2004년 | 1월 12~13일 | 애들레이드, 호주 |
| 데비안 Miniconf4                          | 2005년 | 4월 18~19일 | 캔버라, 호주     |
| 데비안 Miniconf5                          | 2006년 | 1월 23~24일 | 더니든, 뉴질랜드 |
| 데비안 Miniconf6                          | 2007년 | 1월 15~16일 | 시드니           |

## MiniDebConf
매년 세계 여러 곳에서 개최되는 소규모 데비안 행사이다.
과거와 미래의 MiniDebConf 개최지:
| MiniDebConf 2006 콜롬비아          | 2006년 | 8월 19~20일  | 포파얀, 콜롬비아     |
| MiniDebConf Centroamérica: 파나마  | 2010년 | 3월 20~23일  | 파나마시티, 파나마   |
| MiniDebConf 2010 독일              | 2010년 | 6월 10~11일  | 베를린, 독일         |
| MiniDebConf 2010 인도              | 2010년 | 8월 7~8일    | 푸네, 인도           |
| MiniDebConf 2010 프랑스            | 2010년 | 10월 30~31일 | 파리, 프랑스         |
| MiniDebConf 2010 베트남            | 2010년 | 11월 12~14일 | 호치민시, 베트남     |
| MiniDebConf 2012 프랑스            | 2012년 | 11월 24~25일 | 파리, 프랑스         |
| MiniDebConf 2013 인도              | 2013년 | 2월 22~24일  | 코지코드, 인도       |
| MiniDebConf 2013 영국              | 2013년 | 11월 14~17일 | 케임브리지, 영국     |
| MiniDebConf 2014 프랑스            | 2012년 | 1월 18~19일  | 파리, 프랑스         |
| MiniDebConf 2014 스페인            | 2014년 | 3월 15~16일  | 바르셀로나, 스페인   |
| MiniDebConf 2014 인도 ( Debutsav ) | 2014년 | 10월 17~18일 | 콜람, 인도           |
| MiniDebConf 2014 영국              | 2014년 | 11월 6~9일   | 영국 케임브리지      |
| MiniDebConf 2015 뉴질랜드          | 2015년 | 1월 10~12일  | 오클랜드, 뉴질랜드   |
| MiniDebConf 2015 인도              | 2015년 | 1월 17~18일  | 뭄바이, 인도         |
| MiniDebConf 2015 프랑스            | 2015년 | 4월 11~12일  | 리옹, 프랑스         |
| MiniDebConf 2015 루마니아          | 2015년 | 5월 16~17일  | 부쿠레슈티, 루마니아 |
| MiniDebConf 2016 쿠리티바          | 2016년 | 3월 5~6일    | 쿠리티바, 브라질     |
| MiniDebConf 2018 함부르크          | 2018   | 5월 16~20일  | 함부르크, 독일       |
| MiniDebConf 2019 함부르크          | 2019   | 6월 5~9일    | 함부르크, 독일       |
| MiniDebConf 인도 2021              | 2021   | 1월 23~24일  | 온라인               |
| MiniDebConf 2021 레겐스부르크      | 2021   | 10월 2~3일   | 레겐스부르크, 독일   |
| MiniDebConf 포르투갈 2023          | 2023년 | 2월 13~16일  | 리스본, 포르투갈     |

## 참석자
2013년 브로셔에 따르면 2000년에는 컨퍼런스에 약 30명이 참석했고, 2011년에는 약 300명이 참석했으며 앞으로 약 250명이 참석할 것으로 예상된다.